# Comandante Nádia
Nádia Rodrigues Silveira Gerhard, conhecida no meio político como Comandante Nádia, (Porto Alegre, 26 de maio de 1968) é uma professora, tenente-coronel da Brigada Militar do Rio Grande do Sul (BMRS) e política brasileira. Formada em Letras pela Pontifícia Universidade Católica do Rio Grande do Sul (PUCRS), iniciou a sua carreira na BMRS em 1989, ficando conhecida por ser a primeira mulher a assumir o comando de um batalhão da instituição, o 40.º Batalhão de Polícia Militar (BPM), em 2007. Durante o seu comando, foi implementada a Patrulha Maria da Penha, voltada ao combate à violência contra as mulheres. É também autora do livro homônimo.  
Ingressou na política em 2015, quando assumiu o cargo de secretária estadual de Justiça e Direitos Humanos. No ano seguinte, foi eleita vereadora de Porto Alegre pelo Movimento Democrático Brasileiro (MDB). Posteriormente, saiu do MDB para disputar a prefeitura da capital, mas acabou concorrendo à vereadora, reeleita em 2020 pelo extinto Democratas (DEM). Após ser secretária do Desenvolvimento Social e Esporte de Porto Alegre, em 2019. Em 2022, foi candidata ao Senado Federal, mas renunciou para apoiar Hamilton Mourão, do Republicanos. Em 2024, foi reeleita para o seu 3.º mandato como vereadora pelo Partido Liberal (PL), onde atua como presidente da Câmara Municipal de Porto Alegre. 

## Biografia

### Início de vida
Nasceu em 26 de maio de 1968 em Porto Alegre, filha única de sargento da Brigada Militar do Rio Grande do Sul (BMRS). É formada em Letras pela Pontifícia Universidade Católica do Rio Grande do Sul (PUCRS), e já foi professora alfabetizadora. Em 2013, na 16.ª edição da Expointer, foi homenageada pelo Grupo RBS e pela Rádio Gaúcha com o Prêmio Guri. É também autora do livro Patrulha Maria da Penha, lançado em 2014.

### Carreira na Brigada Militar do Rio Grande do Sul
Foi a primeira mulher a comandar um batalhão da Brigada Militar do Rio Grande do Sul (BMRS) em Porto Alegre, liderando o 40.º Batalhão de Polícia Militar (BPM) em Estrela entre 2007 e 2012. Assim, passou a ser chamada de Comandante Nádia. Em 2012 passou a comandar o 19.º BPM em Porto Alegre, responsável pelo policiamento na zona Leste de Porto Alegre. Ainda em 2012, durante o seu comando no 19.º BPM, foi implementada a Patrulha Maria da Penha, um programa voltado ao combate à violência às mulheres. Nádia ingressou na instituição em 1989 como tenente-coronel, onde atuou durante 28 anos até iniciar a sua carreira política.

## Carreira política

### Início da vida política (2015–2019)

#### Secretaria Estadual da Justiça e dos Direitos Humanos
Durante o governo estadual de José Ivo Sartori, do Movimento Democrático Brasileiro (MDB), em 2015, Nádia assumiu a Secretaria Estadual da Justiça e dos Direitos Humanos (SJCDH), onde atuou como vice-presidente da pasta. Foi eleita como vereadora pela primeira vez em 2016, com 6.809 votos, pelo MDB. Pela primeira vez como candidata à deputada estadual pelo Rio Grande do Sul, em 2018, obteve 30 044 votos, mas não foi eleita devido ao quociente eleitoral.

#### Vice-presidência da República
Na eleição presidencial em 2018, foi sondada para ser vice-presidente na chapa presidencial de Henrique Meirelles (MDB), mas recusou a proposta após quatro dias de conversas com o então Ministro-Chefe da Secretaria de Governo Carlos Marun (MDB), justificando que está "focada" na sua pré-candidatura à Assembleia Legislativa do Estado do Rio Grande do Sul: "O ministro disse que a cogitação do meu nome foi por conta do trabalho que eu tenho exercido não só na Câmara de Vereadores, mas, principalmente, pelos 28 anos de atuação na polícia".

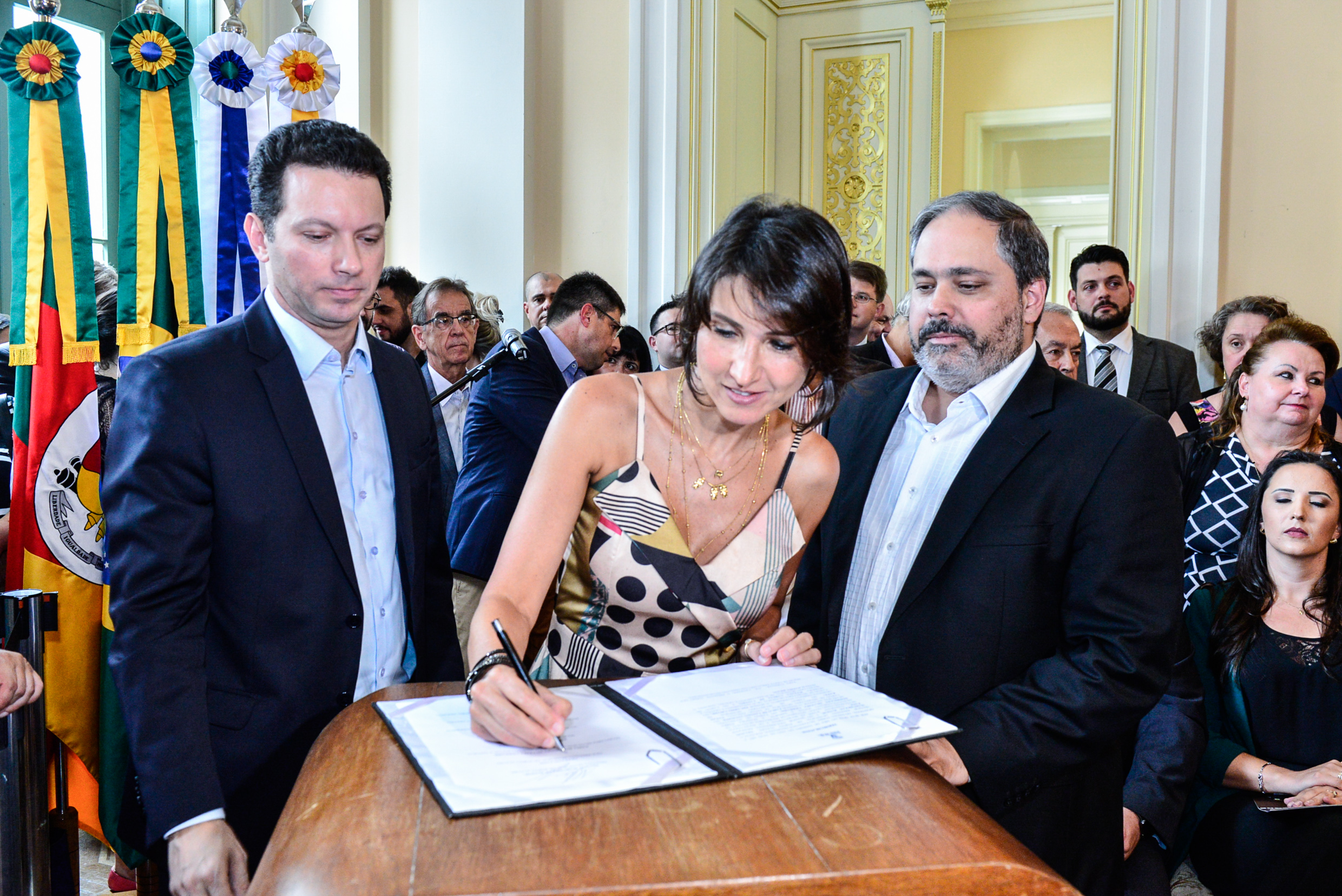
Nádia durante cerimônia de posse dos secretários, em 2019

#### Secretaria de Desenvolvimento Social e Esporte do Município de Porto Alegre
Em 2019 assumiu a pasta da Secretaria de Desenvolvimento Social e Esporte de Porto Alegre (SMDSE), na prefeitura de Nelson Marchezan Júnior, do Partido da Social Democracia Brasileira (PSDB). Como secretária, gerou polêmica após uma fala sobre moradores de rua, após criticar a lentidão burocrática e a falta de eficácia das equipes do programa Mais Dignidade, que visava oferecer moradia, ensino, alimentação e outros auxílios a pessoas em situação de rua, afirmando que questões ideológicas de servidores dificultavam a adesão.
Numa coletiva de imprensa, Nádia fala ao Correio do Povo que "morador de rua não tem o direito de ter cadeira, cama, mesa, banho, tudo na rua [...] morar na rua significa com a sua roupa e a sua mochila" e que "não é por falta de oportunidade que o morador não vai sair da rua". Ela também criticou doações de comida e esmolas, defendendo a contrapartida de trabalho ou estudo para quem recebe auxílio.

### Prefeitura de Porto Alegre, vereança e candidatura ao Senado Federal (2020–2023)
Após sair do MDB em 2020, filiou-se no extinto Democratas (DEM), visando concorrer à prefeita de Porto Alegre, mas acabou desistindo da candidatura para concorrer à vereadora. Na mesma eleição, foi a 4.ª vereadora mais votada, eleita com 11 172 votos.
Na eleição geral em 2022 foi candidata a senadora pelo Progressistas (PP) ao lado do então candidato a governador Luiz Carlos Heinze, também do PP. Entretanto, renunciou à sua candidatura para apoiar o então vice-presidente da República e atual senador pelo Rio Grande do Sul Hamilton Mourão (Republicanos), embora o seu nome e número eleitoral continuassem disponíveis na urna eletrônica, devido ao prazo tardio para a substituição de candidatos. Segundo Nádia, a decisão de desistir da candidatura para apoiar Mourão veio como uma tentativa de transferir os seus votos para ele, de modo a impedir que o candidato adversário Olívio Dutra, do Partido dos Trabalhadores (PT), vencesse a eleição. Posteriormente, Hamilton Mourão foi eleito senador do Rio Grande do Sul, com 2 593 229 votos.
Em 2023, Nádia foi denunciada à Comissão de Ética da Câmara pelo ex-vereador e atual deputado estadual Leonel Radde (PT) por suposta improbidade administrativa. Segundo Radde, Nádia teria contratado irregularmente uma assessora jurídica nomeada para o gabinete do senador do Rio Grande do Sul Luiz Carlos Heinze (PP). Em maio do mesmo ano, Nádia gerou polêmica ao realizar uma moção de solidariedade à Giane Alves Santos, ex-esposa de Radde, investigado por suposta violência doméstica. Caso foi posteriormente arquivado pela Polícia Civil e ex-companheira virou réu por extorsão e denunciação caluniosa.

### Eleição municipal e possível cassação (2024–atualmente)

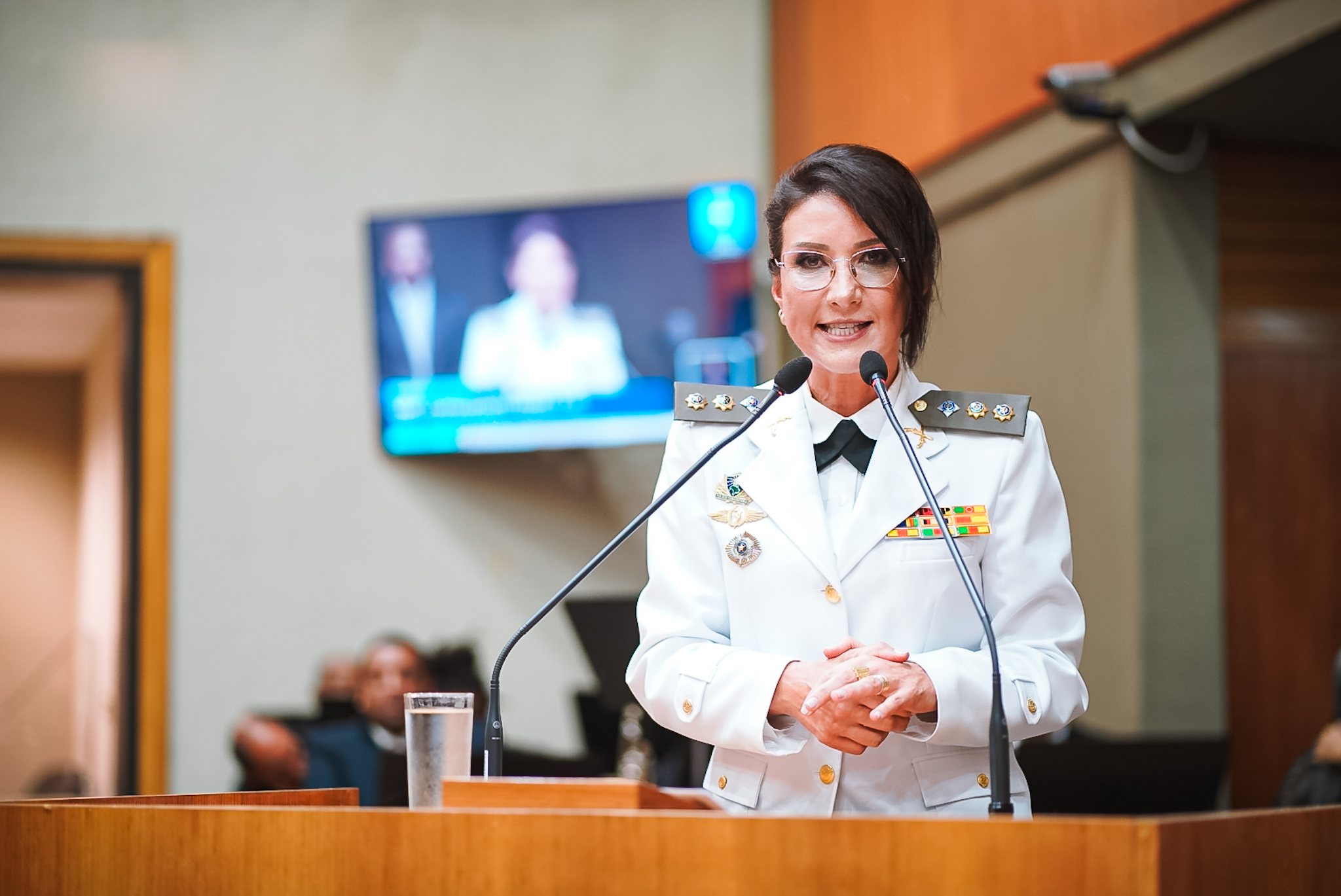
Nádia assumindo a presidência da Câmara Municipal, em 1.º de janeiro de 2025

Em meio à eleição municipal de Porto Alegre em 2024, Nádia foi agredida verbal e fisicamente por militantes de esquerda durante uma manifestação pelo impeachment do ministro Alexandre de Moraes no Parque Moinhos de Vento. Segundo a publicação, Nádia estava acompanhada de uma equipe quando foi cercada e hostilizada. Como vereadora, foi integrante da Comissão de Constituição e Justiça (CCJ) de 2021 a 2024, e vice-líder do governo em 2021 e 2.ª secretária em 2022. Foi reeleita para o seu 3.º mandato como vereadora, ficando em 3.º lugar, com pouco mais de 18 mil votos, desta vez concorreu pelo Partido Liberal (PL). Em 1.º de janeiro de 2025, durante a cerimônia de posse na Câmara Municipal de Perto Alegre, foi também eleita presidente da Câmara, com 23 votos favoráveis contra 12 abstenções.

#### Suposta irregularidade eleitoral
Durante o período eleitoral, o vereador Roberto Robaina, do Partido Socialismo e Liberdade (PSOL), abriu um pedido de cassação do mandato da Comandante Nádia por uma suposta irregularidade eleitoral. Segundo ele, no pedido enviado ao Ministério Público (MP), Nádia teria participado irregularmente de um evento promovido pela Brigada Militar do Rio Grande do Sul (BMRS) para a inauguração do Centro de Operações da Polícia Militar (Copm). Conforme o artigo 77 da lei n.° 12.034 de 2009, "é proibido a qualquer candidato comparecer a inaugurações de obras públicas nos três meses que antecedem a eleição." E Nádia participou do evento dia 30 de setembro, 6 dias antes da eleição. O governador do Rio Grande do Sul, Eduardo Leite, do Partido da Social Democracia Brasileira (PSDB), depôs no processo como testemunha de Robaina. O MP emitiu o parecer para cassação, mas foi rejeitado em primeira instância pela Justiça Eleitoral. Mesmo assim, foi diplomada vereadora, sendo uma das mais aplaudidas no evento.

## Desempenho eleitoral
| Ano  | Eleição                        | Partido | Número | Cargo             | Votos          | Resultado                 | Ref.   |
| ---- | ------------------------------ | ------- | ------ | ----------------- | -------------- | ------------------------- | ------ |
| 2016 | Municipal em Porto Alegre      | MDB     | 15190  | Vereador          | 6 809 (0,99%)  | Eleita                    | [ 20 ] |
| 2018 | Estaduais do Rio Grande do Sul | MDB     | 15190  | Deputado estadual | 30 044 (0,52%) | Não eleita                | [ 21 ] |
| 2020 | Municipal em Porto Alegre      | DEM     | 25190  | Vereador          | 11 172 (1,76%) | Eleita                    | [ 31 ] |
| 2022 | Estaduais do Rio Grande do Sul | PP      | 111    | Senador           | -              | Disistiu antes da eleição | [ 34 ] |
| 2024 | Municipal em Porto Alegre      | PL      | 22190  | Vereador          | 18 010 (2,66%) | Eleita                    | [ 47 ] |

## Premiações e homenagens
| Ano  | Premiação                                                                            | Categoria                                            | Ref.   |
| ---- | ------------------------------------------------------------------------------------ | ---------------------------------------------------- | ------ |
| 2013 | Prêmio Guri                                                                          | Personalidades do Rio Grande do Sul                  | [ 5 ]  |
| 2015 | Diploma Honra ao Mérito                                                              | Homeagem de Câmara Municipal em Porto Alegre         | [ 57 ] |
| 2023 | Comenda do Comando Regional de Polícia Ostensiva do Vale do Rio dos Sinos (CRPO/VRS) | Comenda da Brigada Militar do Rio Grande do Sul      | [ 58 ] |
| 2025 | Mulher Destaque de Porto Alegre                                                      | Homenagem no aniversário de 253 anos de Porto Alegre | [ 59 ] |

Nádia é a idealizadora do Prêmio Mulheres Inspiradoras, que em 2019, estava em sua terceira edição, e homenageia atuações femininas no Rio Grande do Sul.

## Posições políticas
As suas pautas políticas são voltadas à segurança pública e valores tradicionais. Além de participar ativamente em movimentos conservadores de rua.

## Vida pessoal
Nádia é casada com o coronel Ricardo Accioly Gerhard, capitão comandante do Corpo de Bombeiros da Brigada Militar do Estado do Rio Grande do Sul (CBMRS) de Lajeado, com quem tem três filhos, Matheus, Thiago e Arthur. É filha única de um sargento da Brigada Militar do Rio Grande do Sul (BMRS).